# Яньтайский университет
Яньтайский университет — государственный университет в Яньтае, Шаньдун, Китай. Основан в 1984 году при содействии Пекинского университета и Университета Цинхуа .

## История
Университет Яньтай был основан как современный комплексный университет на побережье Яньтая в июле 1984 года благодаря стараниям Чжан Чэнсяня,  назначенный первым президентом. Университет официально зарегистрирован в 1985 году, в 1998 году в университете открылась магистратура; в 2012 году аспирантура.

## Обзор
Девиз университета Яньтай — «быть честным, скромным и естественным». Его герб состоит из дельфина и океанских течений, обозначающих интеллектуальное открытие и открытие разума соответственно. Большинство студентов, регистрирующихся в университете Яньтай, являются уроженцами провинции Шаньдун.
В 2008 году в университете был 21 факультет и 49 программ, охватывающих искусство, право, науку, образование, менеджмент, медицину, музыку, инженерию, непрерывное образование, международную культуру.
Университетская библиотека служит сообществу с 1 680 000 физических библиографий и 700 000 электронных единиц.

### Международное образование
Университет Яньтай имеет стабильные связи с академическими институтами Великобритании, Канады, Норвегии, Австралии, Кореи, Германии и США . Каждый год около 500 иностранных студентов принимают документы из Университета Яньтай. В университете работает ряд преподавателей из США, Великобритании и Канады . Он также является домом для иностранных студентов, которые изучают китайский язык.

## География
Университет находится вдоль побережья и в 25 минутах езды от центра города на автобусе № 7 или № 10, оба из которых останавливаются за пределами железнодорожного вокзала и довольно близко к одной из нескольких автобусных остановок дальнего следования в городе.

## Галерея

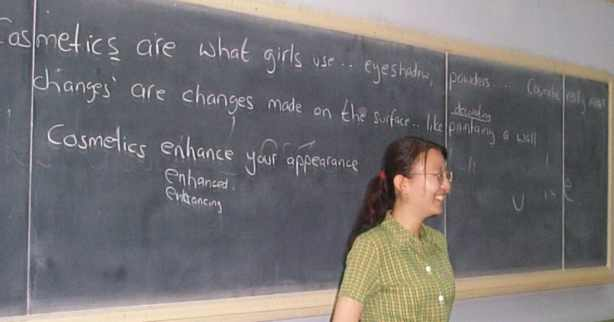
Учитель английского объясняет новые слова.
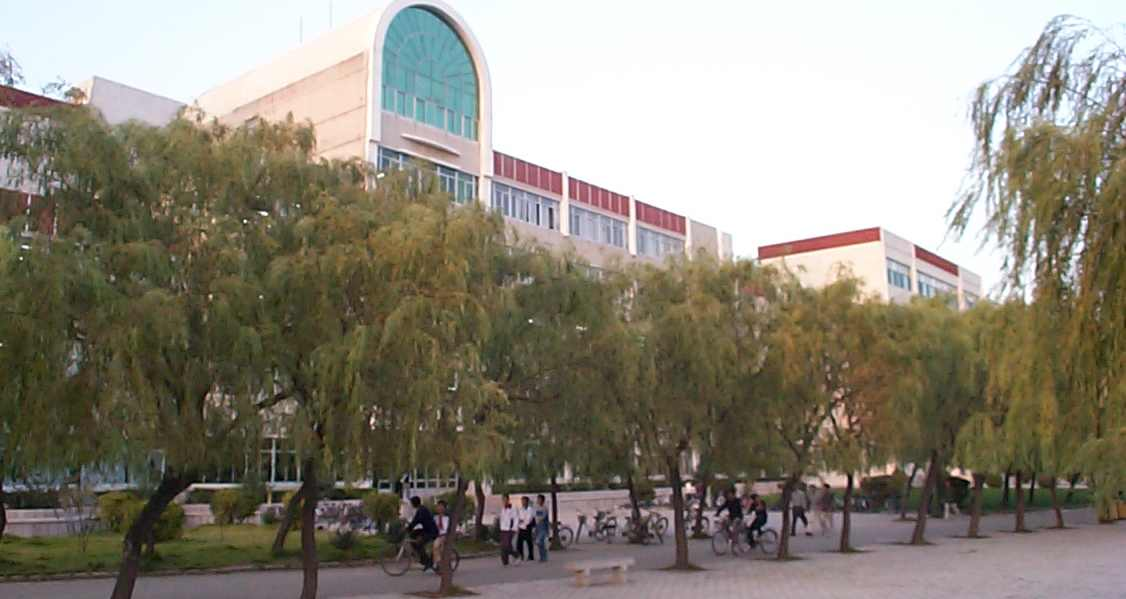
Вид на университет Яньтай.
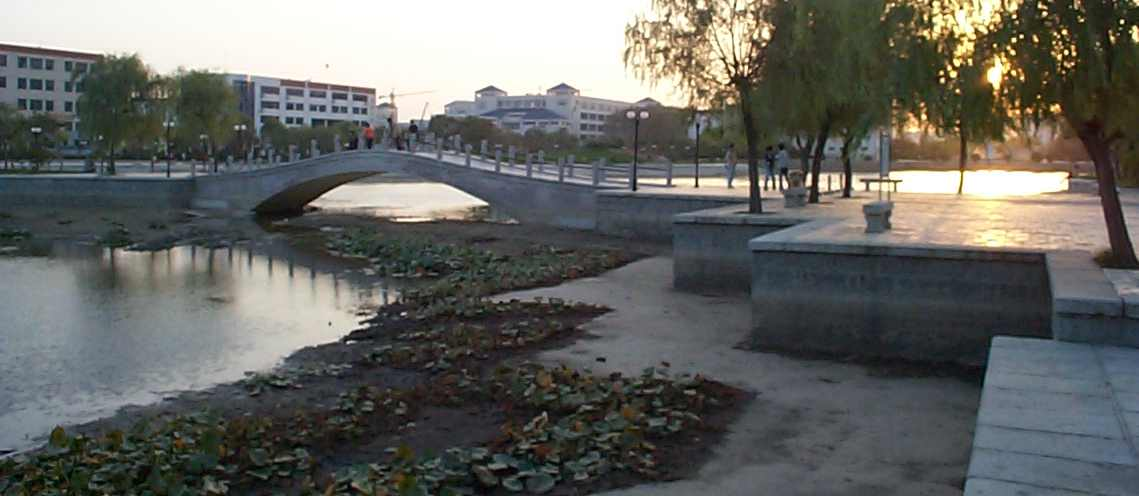
Янтайский университет.
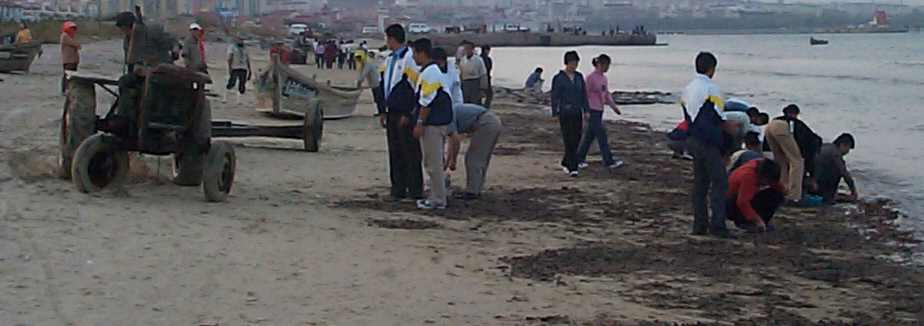
Студенты на пляже университета.